# Paradise (Califórnia)
Paradise é uma vila localizada no estado norte-americano da Califórnia, no condado de Butte. Foi incorporada em 27 de novembro de 1979.
Grande parte de Paradise foi destruída pelo fogo em 8 de novembro de 2018, depois que foi atingida por um incêndio florestal, deixando ao menos 63 mortos e destruindo 7.177 construções, das quais 6.453 eram residências.

## Geografia
De acordo com o United States Census Bureau, a vila tem uma área de 47,45 km², onde 47,42 km² estão cobertos por terra e 0,03 km² por água.

## Demografia
Segundo o censo nacional de 2010, a sua população é de 26 218 habitantes e sua densidade populacional é de 552,86 hab/km². Possui 12 981 residências, que resulta em uma densidade de 273,73 residências/km².

## Lista de marcos
A relação a seguir lista as entradas do Registro Nacional de Lugares Históricos em Paradise.
- Centerville Schoolhouse
- Forks of Butte